# Parc Nacional Veľká Fatra
El Parc Nacional Veľká Fatra - (eslovac) Národný park Veľká Fatra - és un dels nou parcs nacionals d'Eslovàquia. La major part de la seva àrea es troba a la part sud de la regió de Žilina i una petita part a la part nord de la regió de Banská Bystrica. El parc nacional i la seva zona de protecció constitueixen la major part de la gran serralada de Fatra, que pertany als Carpats occidentals exteriors.
Fou declarat parc nacional l'1 d'abril del 2002 reemplaçant una zona paisatgística protegida que tenia el mateix nom, establerta el 1972 per protegir una serralada amb un alt percentatge de boscs dels Carpats.

## Geografia
Es troba enterament en una zona de massís muntanyós que culmina a 1.592 m al mont Ostredok.